# بخش آنگوس، شهرستان پولک، مینه سوتا
بخش آنگوس (به انگلیسی: Angus Township) یک منطقهٔ مسکونی در ایالات متحده آمریکا است که در شهرستان پولک، مینه‌سوتا واقع شده‌است.
 بخش آنگوس ۹۳٫۳ کیلومتر مربع مساحت و ۱۱۲ نفر جمعیت دارد و ۲۶۷ متر بالاتر از سطح دریا واقع شده‌است.